# Helena Romanowa (1882–1957)

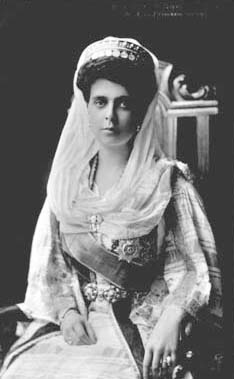
Helena, księżna Grecji i Danii

Helena Władimirowna Romanowa (ur. 17 stycznia 1882 w Carskim Siole, zm. 13 marca 1957 w Atenach) – wielka księżna Rosji, księżna Grecji i Danii.

## Życiorys
Wielka księżna Helena była córką wielkiego księcia Włodzimierza Aleksandrowicza i Marii Mecklenburg-Schwerin. Helena i jej trzej bracia, Cyryl, Borys i Andrzej, mieli angielską niańkę i język angielski był ich pierwszym językiem.

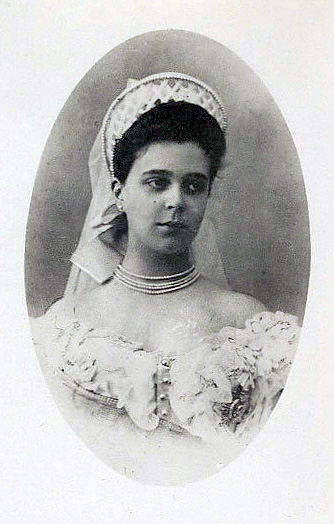
Wielka księżna Helena

Wielka księżna początkowo była zaręczona z Maksymilianem Badeńskim, jednakże ten je odwołał. Małżeństwo Helenie w 1900 roku zaproponował książę grecki Mikołaj, jednak wielka księżna Maria była niechętna poślubienia jej córki przez młodszego syna, niezbyt bogatego i bez perspektyw objęcia przez niego tronu. Matka Heleny w końcu uległa, nie mając już nadziei na znalezienie lepszej oferty małżeńskiej. Mikołaj i Helena pobrali się w 1902, mieli trzy córki:
- księżniczkę Olgę (1903–1997), żona księcia Pawła Karadziordziewicia
- księżniczkę Elżbietę (1904–1955)
- księżniczkę Marinę (1906–1968), księżna Kentu

Rodzina została dotknięta zamieszaniem, które wywołała rewolucja rosyjska z 1917 roku i później w Grecji, która stała się republiką, przez co rodzina musiała udać się do Francji na pewien czas.
Na emigracji wielka księżna Helena zaangażowała się w prace dobroczynne dla rosyjskich wygnańców, szczególnie dzieci. Książęca rodzina żyła na wygnaniu skromnie, skończyły się dochody napływające z Rosji. Bogaty zbiór klejnotów wielkiej księżnej Heleny, jak również własny materiał ilustracyjny Mikołaja, były źródłami ich dochodów. 
Wielka księżna Helena owdowiała w 1938 roku, kiedy książę Mikołaj zmarł nagle na atak serca. Powróciła do Grecji przed II wojną światową, gdzie zmarła w 1957 roku.